# Ондеши
Ондеши (фр. Andechy) насеље је и општина у североисточној Француској у региону Пикардија, у департману Сома која припада префектури Мондидје.
По подацима из 2011. године у општини је живело 265 становника, а густина насељености је износила 34,11 становника/km². Општина се простире на површини од 7,77 km². Налази се на средњој надморској висини од 103 метара (максималној 104 m, а минималној 58 m).

## Демографија
| 1962. | 1968. | 1975. | 1982. | 1990. | 1999. | 2011. |
| ----- | ----- | ----- | ----- | ----- | ----- | ----- |
| 199   | 186   | 151   | 173   | 211   | 212   | 265   |

График промене броја становника у току последњих година